# Colletes nitescens
Colletes nitescens är en biart som beskrevs av Timberlake 1951. Colletes nitescens ingår i släktet sidenbin, och familjen korttungebin. Inga underarter finns listade i Catalogue of Life.